# White Marlin
White Marlin — напівзанурене судно для перевезення великовагових та негабаритних вантажів (heavy lift vessel, heavy load vessel).

## Основні характеристики
Судно спорудили в 2015 році на китайській верфі Guangzhou Shipyard International на замовлення відомої нідерландської компанії Boskalis.
За архітектурно-конструктивним типом корабель належить до напівзанурених та може при докуванні опускати палубу нижче поверхні води, що дозволяє заводити для завантаження великі плавучі об’єкти. Вантажна палуба має розміри 177,6 * 63 метри.
Судно має 5 двигунів загальною потужністю 24,7 МВт.

## Завдання судна
Одразу після завершення «White Marlin» вирушило до Сінгапуру, де прийняло на борт свій перший вантаж — дві бурові установки, які були доставлені до порту Зайєд (емірат Абу-Дабі).
Надалі на судно чекали численні інші завдання, зокрема:
- у квітні 2016-го воно доправило плавучу платформу (Tension Leg Platform) вагою 28 тисяч тонн з виробничого майданчика в малайзійському штаті Джохор до місця встановлення на нафтовому родовищі Малікай біля північно-західного узбережжя острова Калімантан (далі за роботи по швартовці платформи узялись плавучі крани великої вантажопідйомності «Aegir» та «Sapura 3000»);
- у березні 2017-го «White Marlin» перевезло південнокорейський пором «Sewol Ferry» з місця його підйому до порту Мокпо (пором затонув у 2014 році, при цьому загинуло три сотні осіб);
- у вересні 2017-го судно розпочало транспортування з південнокорейського Ульсану до Норвегії надбудови з обладнанням (топсайду) вагою 28 тисяч тонн для платформи родовища Ааста-Ханстін (Aasta Hansteen);
- у лютому 2018-го «White Marlin» прийняло у південнокорейському Кодже два модулі для топсайду ризерної платформи норвезького родовища Йохан-Свердруп (Johan Sverdrup) та в першій половині квітня було вже у Гаугесунні;
- влітку 2020-го судно здійснило транспортування ґрунтовідвізних шаланд «Sand Carrier 104» та «Sand Carrier 105» довжиною по 134 метри та двох буксирів з Шарджі (Перська затока) до Росії;
- восени 2021-го «White Marlin» прийняло на Канарських островах самопідіймальну бурову установку "Valaris JU-249" та в першій половині січня 2022-го доправило її до Нової Зеландії, де її мали задіяти на родовищі Мауї;
- у грудні 2022-го «White Marlin» вийшло з китайського порту Циндао з плавучою установкою для видобутку, зберігання та відвантаження (FPSO) вагою 31 тисяча тонн для доставки її до Норвегії (кінцевим пунктом призначення установки було родовище Penguins у британському секторі Північного моря поблизу Шетландських островів);
- у другій половині 2023-го судно здійснило два рейси з опорними основами (монопалями) для британської офшорної вітрової станції Морай-Вест. У кожному рейсі воно приймало в китайському порту Пенлай по вісім монопаль діаметром по 10 метрів та вагою по 2 тисячі тонн;
- у квітні 2024-го «White Marlin» узялось за виконання незвичного завдання в Тринідаді і Тобаго. Для цієї острівної країни було важливо підтримувати у працездатному стані чотири високошвидкісні катамарани, проте сухий док наразі не міг забезпечити їх ремонт. Судно прийняло на борт три катамарани та спливло, що дозволяло провести технічне обслуговування на палубі «White Marlin».